# M24 Chaffee
Pour les articles homonymes, voir Chaffee.
Le M24 Chaffee, nommé d’après le général Adna Chaffee, est un char léger produit par les États-Unis entre 1944 et 1945. L’armée américaine l’utilise pendant la Seconde Guerre mondiale et la guerre de Corée avant de le retirer du service en 1951 à l’arrivée du M41 Walker Bulldog. Le M24 a été exporté dans de nombreux pays, notamment en France, qui l’utilise pendant la guerre d’Indochine, et au Pakistan, qui l’utilise pendant les guerres indo-pakistanaises. Il reste en service dans quelques armées jusqu’au début du XXIe siècle.

## Dénomination
La désignation officielle dans la nomenclature américaine est M24 Light Tank, généralement abrégée en M24. Il est ultérieurement aussi baptisé Chaffee, du nom d’Adna Chaffee, premier commandant de l’Armored Force. Néanmoins cette dernière appellation n’est pratiquement pas utilisée dans l’armée américaine. L’état-major américain ayant insisté auprès de ses troupes sur le risque de confusion avec le char allemand Panther, celles-ci le surnomment en outre Panther Pup (« bébé panthère ») par les soldats américains.
Les Français du 1er régiment de chasseurs à cheval le surnomment « Bison » pendant la guerre d’Indochine. Dans l’armée de la République du Viêt nam, ils sont surnommés « les machines à voter » en raison de leur usage récurrent dans les coups d’état.

## Développement

### Contexte
Au début de la Seconde Guerre mondiale, l’arsenal blindé des États-Unis compte essentiellement des chars légers M3 Stuart. Néanmoins, avec l’évolution rapide des technologies, ceux-ci sont déjà au moment de leur entrée en production limités par la faiblesse de leur armement et de leur blindage. Les recherches pour les remplacer débutent ainsi dès février 1941 avec le T7. Le développement de ce dernier est toutefois compliqué par les nombreuses évolutions dans les spécifications et la doctrine d’utilisation des chars légers entre 1941 et 1942.
Avant 1941, la doctrine d’emploi des chars légers dans l’armée américaine prévoit leur utilisation comme des chars d’infanterie. Au cours de l’année 1941, celle-ci évolue et désormais les chars légers, assimilant le rôle de la cavalerie, doivent se trouver à l’avant-garde pour déborder l’adversaire grâce à leur vitesse et leur maniabilité avant le choc du corps d’armée principal. Prévu donc à l’origine comme un char d’infanterie léger de 14 t assez lent, le T7 doit par conséquent être transformé en char de cavalerie rapide. Dans le même temps, le canon de 37 mm devient un canon de 57 mm puis de 75 mm. La cinquième révision, le T7E5, est finalisée en août 1942 et devient le M7. Pesant presque trente tonnes, celui-ci n’a cependant plus grand-chose à voir avec un char léger et est par ailleurs inférieur au M4 de tonnage équivalent. Par conséquent, seuls sept exemplaires sont produits avant l’abandon du projet en mars 1943. Dans l’intervalle, la campagne de Tunisie a en outre montré que la doctrine d’emploi des chars légers est irréaliste, ceux-ci faisant des cibles faciles pour les canons antichars modernes. 
Le M3 et sa version améliorée, le M5, étant à ce stade complètement dépassés, la volonté de développer un char léger subsiste dans l’armée américaine. Néanmoins, avant de débuter un nouveau projet, de longues discussions ont lieu au cours de l’été 1943 pour déterminer à la lumière de l’expérience acquise en Tunisie comme les unités blindés doivent être structurées. À l’issue de celles-ci, le rôle du char léger est revu pour ne lui laisser que les missions de reconnaissance.

### Conception
Le nouveau projet de char léger est approuvé le 29 avril 1943 et confié à Chrysler Motor Car, une division de General Motors, et dirigé par Ed Cole. Le besoin étant pressant et l’importance des chars légers désormais bien moindre, le nouveau projet, baptisé T24, repart du châssis du M5 et d’une coque conçue par Cadillac pour un obusier automoteur dérivé de celui-ci. L’objectif est de produire un char de moins de vingt tonnes, avec une tourelle assez grande pour loger un canon de 75 mm et trois hommes d’équipage. Ces exigences imposent de faire des concessions sur le blindage, qui est par endroit moins épais que sur le M5, mais compense par son inclinaison plus importante. En outre, bien que le châssis provienne du M5, le résultat final s’en éloigne grandement, le train de roulement étant entièrement nouveau.
Une maquette en bois est produite en mai 1943 et le canon est conçu et testé pendant l’été. Les résultats étant jugés prometteurs, mille exemplaires sont commandés en septembre, avant même la livraison du premier prototype. Celui-ci est achevé le 15 octobre et les essais commencent immédiatement. Le second prototype, corrigeant certains défauts est achevé en décembre. Dans le même temps, la commande initiale passe à 1 800 exemplaires.

### Production et modifications ultérieures

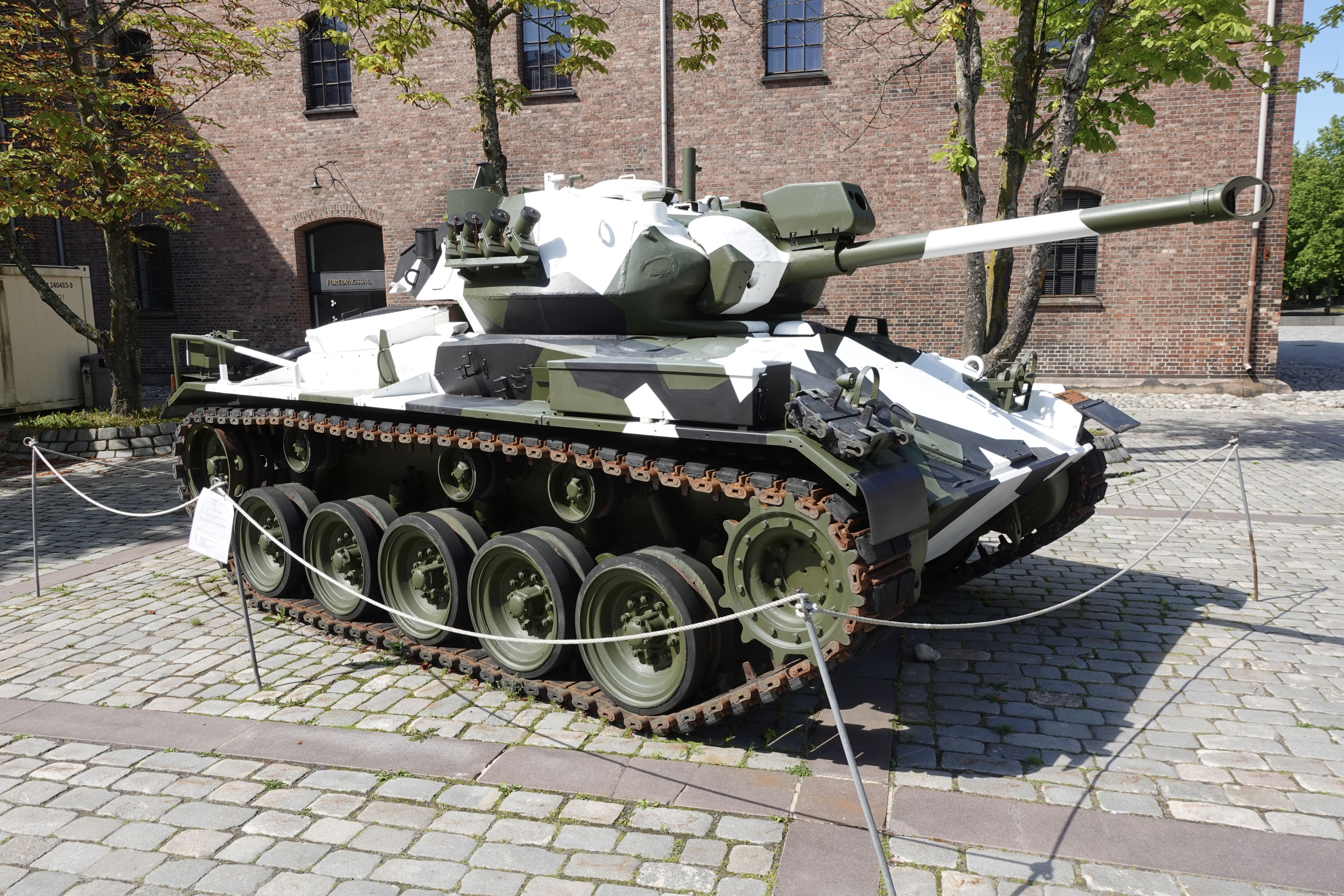
NM-116 norvégien.

Après quelques modifications mineures supplémentaires, la production débute en avril 1944 dans les usines de Cadillac. Celle-ci est assez lente au début, les chaînes de montage étant encore occupées par la production du M5 jusqu’en mai. En juillet, le T24 est accepté pour le service sous la dénomination M24 Light Tank et Massey-Harris commence également à la produire à la place du M5. En 1944, 1 939 exemplaires sont produits, dont 1740 par Cadillac. La production de l’année 1945 se chiffre à 2 801 exemplaires dont 1852 par Cadillac et 949 par Massey-Harris. Ainsi, 4 731 M24 sont produits au total.
Les retours d’expérience servent de base à un programme d’amélioration à la fin des années 1940. Celui-ci voit notamment le déplacement de la mitrailleuse M2 à l’avant du tourelleau du chef de char, le remplacement d’un lance-fumigène par une deuxième antenne pour permettre l’utilisation de deux radios et l’agrandissement des paniers de stockage. Une version améliorée est étudiée à partir de 1945. Le T24E1 dispose d’un meileur ensemble propulsif et d’améliorations de son armement ainsi que du stockage intérieur. La nouvelle transmission Spicer pose toutefois des problèmes et les essais ne s’achèvent qu’en novembre 1945. À cette date la production du M24 s’est déjà achevée et il est décidé de ne pas la relancer pour produire cette nouvelle version.
Plusieurs des acquéreurs ultérieurs du M24 mettent en place leurs propres programmes d’amélioration. Les Français font plusieurs essais d’hybridation avec l’AMX-13 : le premier en 1956 avec la tourelle de l’AMX-13 montée sur la caisse du M24 est un échec, mais la combinaison inverse est produite à cent cinquante exemplaires en mars 1960. Un autre programme d’amélioration de l’armement vise à remplacer en 1967 le canon d’origine par le canon de 90 mm CN-90 développé pour l’AML-90. Ce programme n’aboutit pas en France, mais la Norvège achète les canons pour améliorer ses propres M24. Ceux, rebaptisés NM-116, sont également dotés d’une nouvelle motorisation et d’électronique moderne. Enfin l’Uruguay a également remplacé le canon d’origine, cette fois par un canon de 90 mm Cockerill.

## Histoire opérationnelle

### Seconde Guerre mondiale
L’objectif initial est de débuter le déploiement du M24 en Europe en août 1944. Néanmoins, les difficultés dans l’acheminement retardent l’arrivée des premiers chars jusqu’au mois de décembre. Ce retard est problématique, dans le sens sens où le M5 est alors tellement dépassé que la plupart des unités ne veulent plus l’utiliser pour des missions de combat. Arrivé à Cherbourg le 8 décembre, le premier lot de M24 est attribué au 759th Tank Bataillon (Light), mais la bataille des Ardennes débute avant leur arrivée. Deux exemplaires sont alors récupérés par le 740th Tank Bataillon et sont les premiers à être utilisés au combat le 20 décembre près de La Gleize contre le Kampfgruppe Peiper.
Le nouveau char est généralement apprécié par ses équipages, bien que la faiblesse du blindage, le manque d’efficacité du canon contre les blindés et le peu de munitions embarquées reviennent régulièrement dans les critiques. Les cavaliers des escadrons de reconnaissance, pour qui la mobilité est le point essentiel, sont les plus satisfait de la bascule depuis le M5. Dans l’ensemble, l’arrivée tardive du M24 fait qu’il ne joue qu’un faible rôle avant la fin de la guerre, la plupart des unités n’ayant pas été rééquipées. Ainsi, en mai 1945, le M24 ne représente que 34 % des chars légers de l’US Army. Il n’est en outre pas utilisé sur le front du Pacifique, les Marines ayant rejeté son adoption.
Pour les mêmes raisons, il est peu utilisé pendant la Seconde Guerre mondiale chez les autres belligérants. Les États-Unis privilégiant leurs propres forces, ils réservent peu d’exemplaires pour le prêt-bail. Le Royaume-Uni en reçoit néanmoins 302, qui sont utilisées par les escadrons de reconnaissance du 5th Royal Inniskilling Dragoon Guards et du 8th Hussars.

### Guerre de Corée
Le M24 est le principal char utilisé par l’armée américaine pour l’occupation du Japon, les infrastructures locales étant inadaptées aux chars plus lourds. Il s’agit ainsi de l’unique modèle disponible à proximité au début de la guerre de Corée. Le premier engagement des M24 a lieu le 10 juillet 1950 et se solde par une défaite américaine et à la perte de deux chars. Ceux-ci sont en effet largement surclassés par le T-34/85 qui constitue le gros des forces blindées nord-coréennes et dont ils ne peuvent percer le blindage frontal, alors que leur propre blindage est vulnérable à la plupart des armes lourdes, y compris les fusils antichars PTRS-41 présents en grande quantité dans l’armée nord-coréenne. Par conséquent, au début du mois d’août, la majeure partie des M24 transférés du Japon ont été détruits. Par la suite, l’arrivée des unités lourdes permet de rendre au M24 son rôle de reconnaissance dans lequel il est plus performant et les pertes se réduisent. Les mauvaises performances du M24 en Corée et l’arrivée du M41 Walker Bulldog entraîne le retrait du service du M24 en 1951.

### Programme MDAP

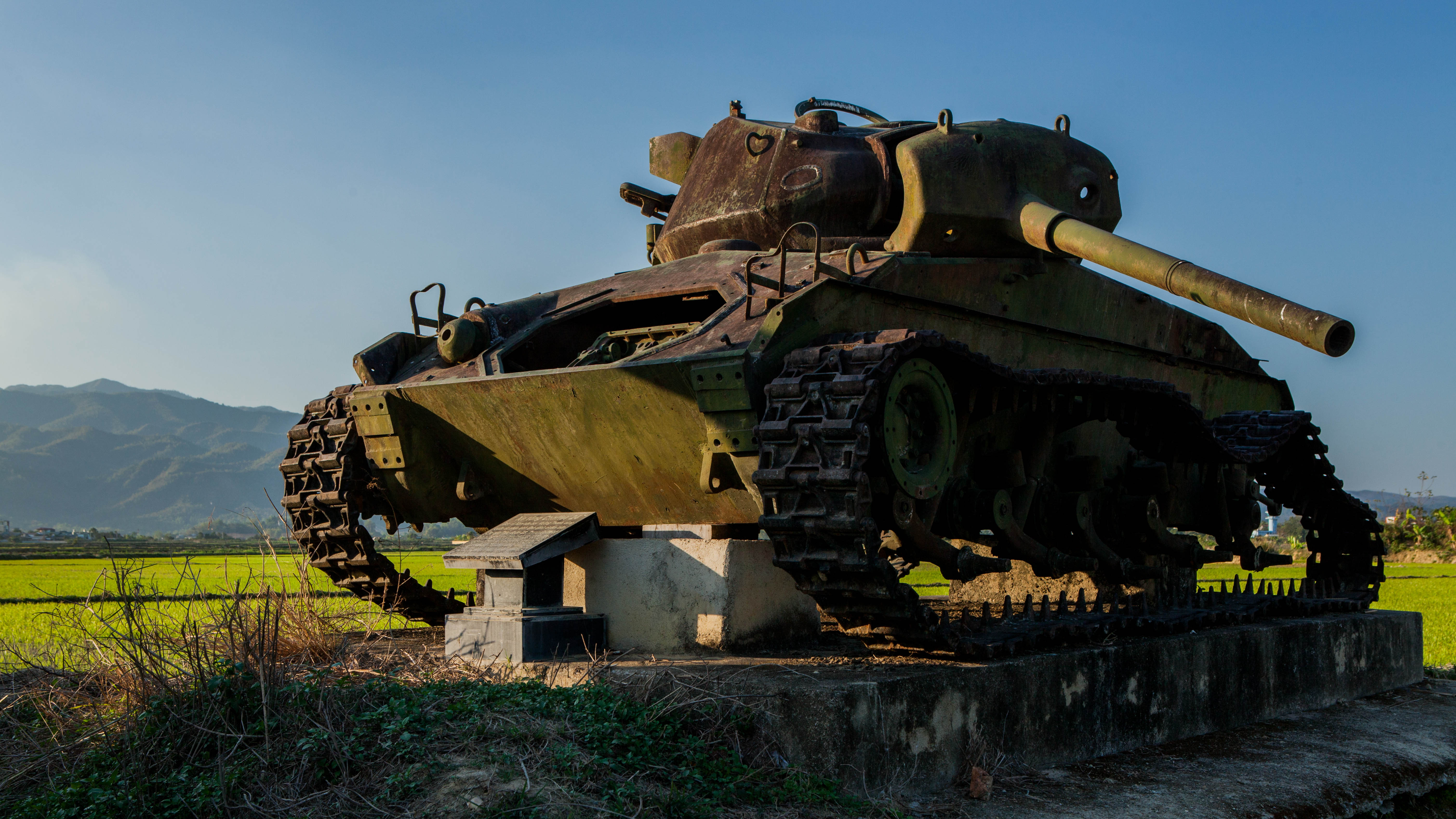
M24 français détruit à Dien

L’armée américain ayant encore plus de 3 500 exemplaires en réserve à cette date, ils sont intégrés au Military Defense Aid Program (MDAP) permettant aux alliés des États-Unis d’acquérir leur matériel obsolète à faible prix. À l’origine, les États-Unis refusent de vendre le M24 à la France afin d’éviter qu’il soit utilisé dans la guerre d'Indochine, mais la guerre de Corée change leur attitude, cette guerre étant désormais perçue comme une résistance contre le communisme. La France devient ainsi le premier destinataire du M24 et en reçoit plus d’un millier avant 1955. 
Remplaçant le M5, il est très apprécié des Français pour sa capacité à traverser les terrains marécageux où les chars plus lourds s’embourbent. Afin de manœuvrer plus efficacement les M24 sont organisés en unité plus petites qu’il n’est d’usage jusqu’alors dans l’armée française : les sous-groupements blindés (GB) servant d’appui à l’infanterie et les groupes d’escadrons de reconnaissance (GER). Lors de la bataille de Diên Biên Phu, dix M24 sont aérotransportés sur place, ce qui nécessite de les démonter en 180 morceaux puis de les remonter une fois sur place. Au cours de la bataille, ces dix chars tirent près de 15 000 obus avant d’être détruits par leurs équipage à la fin du siège. Le Việt Minh étant assez pauvrement équipé en armes antichar, la principale menace vient toutefois des mines, cause d’environ 85 % des pertes.
Un autre bénéficiaire du programme MDAP est le Pakistan, qui l’utilise pendant la deuxième et la troisième guerres indo-pakistanaises. Son rôle semble avoir été assez mineur en 1965, bien que cela soit difficile à évaluer en raison des grandes différences entre le récit pakistanais, qui admet avoir perdu seulement un M24, et celui des Indiens, qui prétendent en avoir détruit soixante. En 1971, le M24 est le seul char déployé du côté pakistanais, mais ceux-ci, mal entretenus, sont en mauvais état et sont largement surclassés par les T-55 et le PT-76 qui se trouvent face à eux. Par conséquent l’intégralité des M24 déployés, soit soixante-six véhicules, sont détruits ou capturés.

## Caractéristiques

### Motricité
Le M24 est propulsé par un moteur Twin Cadillac 44T24. Celui-ci est composé de deux moteurs à huit cylindres en V assemblés, lui permettant de disposer d’une puissance totale nette de 220 hp
Le M24 dispose dans son équipement standard d’un kit lui permettant de franchir des étendues d’eau à gué. Celui comprend des schnorchels et du matériel permettant de le rendre étanche. Un projet pour le rendre totalement amphibie en le dotant de flotteurs est sur le point d’entrer en production lorsque la guerre s’achève, entraînant son abandon.

### Accessoires
Une lame de bulldozer dérivée de celle utilisée sur le M4 est conçue pour le M24. La lame M4 peut être adaptée sur n’importe quel M24, mais peu ont été produites et elle n’est que rarement utilisée.

## Variantes

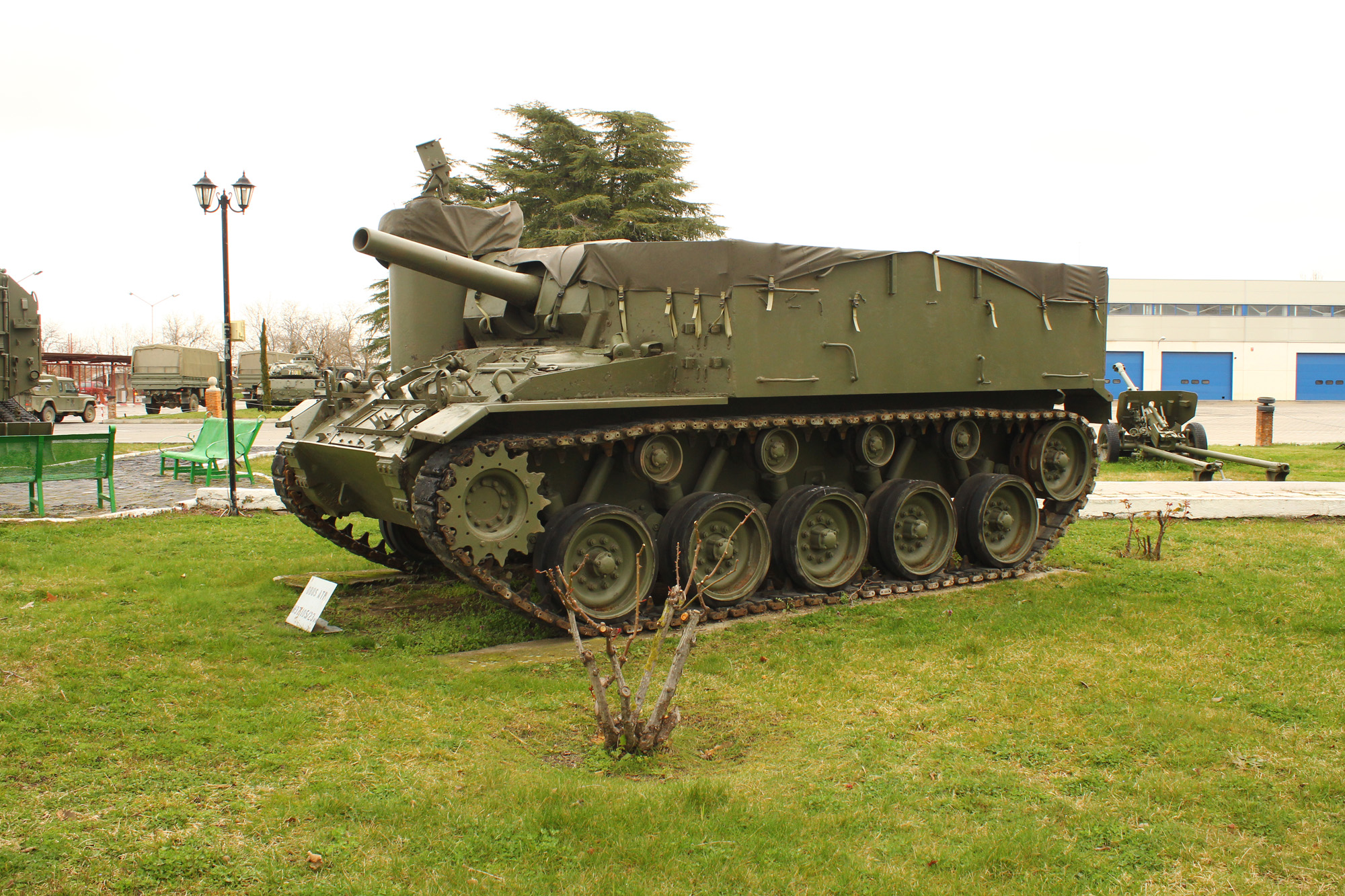
M37 espagnol.

Le M19 est un canon antiaérien automoteur armé de deux canons Bofors de 40 mm. Son développement débute sur le châssis du M5 avant que celui-ci ne soit remplacé par celui du M24 en mai 1943. Le véhicule est approuvé le 14 juin 1944 mais la production ne débute qu’en avril 1945 et seulement trois cents exemplaires sont produits. Quelques M19 ont été utilisés pendant la guerre de Corée, essentiellement contre des cibles au sol.
Le M37 105 mm howitzer motor carriage (en) est un obusier automoteur basé sur le châssis du M24, sur lequel est monté à la place de la tourelle une superstructure et une version compacte de l’obusier M4 de 105 mm. Le prototype est achevé en juillet 1944 et le véhicule accepté pour le service en janvier 1945. Quelques-uns des 316 exemplaires produits ont été utilisés en Corée et d’autres ont été exportés en Espagne. 

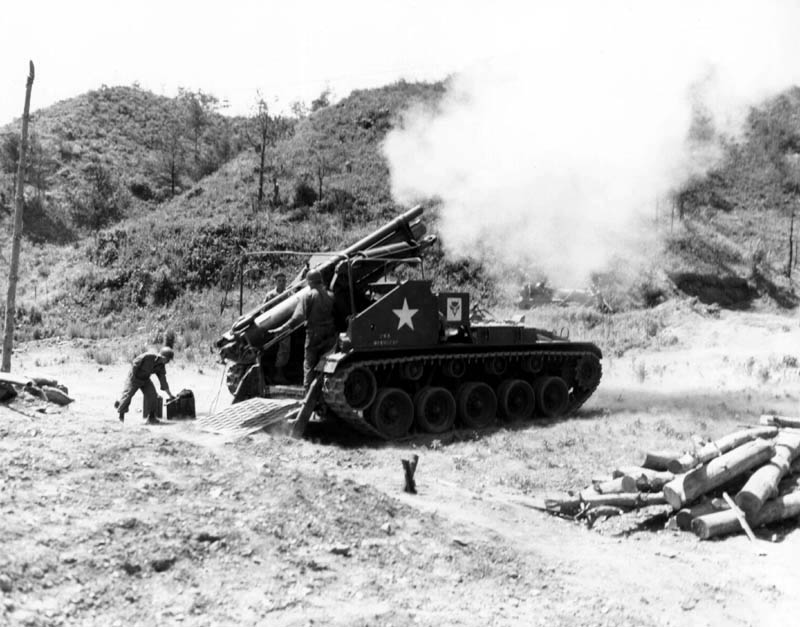
Un M41 Gorilla tirant en Corée en 1952.

Le M41 Gorilla est un autre obusier automoteur dérivé du M24, cette fois avec un obusier de 155 mm. La production débute en mai 1945, mais seulement 85 exemplaires sont produits avant l’annulation des commandes et le véhicule n’est utilisé au combat que pendant la guerre de Corée. Retiré de l'US Army en 1953, l'armée de terre française l'emploie de 1956 à 1972.
Plusieurs projets de variantes ont été étudiés sans aboutir. Un prototype char de dépannage est testé à partir de 1945. Nommé T6, celui ne dispose pas de tourelle mais d’une grue. Le projet est annulé à la fin de la guerre avant son entrée en production. Une tentative d’utiliser la tourelle du M24 sur le LVT(A)1 est abandonnée du fait de l’instabilité du véhicule dans l’eau. Le T77 est un projet de canon antiaérien automoteur armé de quatre mitrailleuses M2. Débuté en juillet 1943, le développement est retardé par des difficultés de conception de l’affût et le prototype n’est achevé qu’en juillet 1945. À cette date il devient évident qu’une telle arme ne peut combattre efficacement les avions à réaction et le projet est abandonné.

### Liste des utilisateurs
| Pays                   | Nombre d’exemplaires | Années de service | Remarques |
| ---------------------- | -------------------- | ----------------- | --- |
| Arabie saoudite        | 52                   |                   | |
| Autriche               | 69                   |                   | |
| Bangladesh             | ?                    | Années 1970 - ?   | Anciens exemplaires pakistanais donnés par l’Inde qui les a capturé pendant la troisième guerre indo-pakistanaise. En très mauvais état au moment de leur réception, ils ne semblent pas avoir été beaucoup utilisés. |
| Belgique               | 223                  |                   | |
| Cambodge               | 36                   |                   | |
| Corée du Sud           | 30                   |                   | Principalement utilisés pour l’entraînement. |
| Danemark               | 63                   |                   | |
| Espagne                | 31                   | 1954-?            | Utilisés en 1957 pendant la guerre d'Ifni. |
| États-Unis             |                      |                   | |
| Éthiopie               | 34                   |                   | |
| France                 | 1254                 | 1950-?            | |
| Grèce                  | 170                  | ?- années 1990    | |
| Iran                   | 180                  |                   | |
| Irak                   | 78                   |                   | |
| Italie                 | 518                  |                   | |
| Japon                  | 289                  | 1951-années 1970  | |
| Laos                   | 4                    |                   | |
| Norvège                | 123                  | Années 1950-1993  | Améliorés avec un nouveau moteur et un canon de 90 mm au milieu des années 1970. |
| Pakistan               | 132                  |                   | |
| Portugal               | 16                   |                   | |
| Royaume-Uni            | 302                  |                   | |
| Taïwan                 | 292                  | 1951-?            | En grande partie remplacé par le M41 dès la fin des années 1950. |
| Thaïlande              | 118                  |                   | |
| Turquie                | 238                  |                   | |
| Union soviétique       | 2                    |                   | |
| Uruguay                | 17                   | 1958-?            | |
| République du Viêt Nam | 137                  | 1955-?            | Utilisés comme fortification statique à partir de 1963. Quelques exemplaires capturés ont également été utilisés par l’armée nord-vietnamienne.                                                                       |

### Chiffres de production
| Date           | Cadillac | Massey-Harris | Total par mois |
| -------------- | -------- | ------------- | -------------- |
| Avril 1944     | 1        | 0             | 1              |
| Mai 1944       | 24       | 0             | 24             |
| Juin 1944      | 50       | 0             | 50             |
| Juillet 1944   | 100      | 10            | 110            |
| Août 1944      | 200      | 16            | 216            |
| Septembre 1944 | 212      | 34            | 246            |
| Octobre 1944   | 277      | 40            | 317            |
| Novembre 1944  | 377      | 40            | 417            |
| Décembre 1944  | 499      | 50            | 549            |
| Total 1944     | 1740     | 190           | 1930           |
| Janvier 1945   | 200      | 125           | 325            |
| Février 1945   | 300      | 155           | 455            |
| Mars 1945      | 350      | 192           | 542            |
| Avril 1945     | 205      | 138           | 343            |
| Mai 1945       | 350      | 190           | 540            |
| Juin 1945      | 280      | 149           | 429            |
| Juillet 1945   | 167      | 0             | 167            |
| Total 1945     | 1852     | 949           | 2801           |
| Total          | 3592     | 1139          | 4731           |

### Données techniques
| Modèle                   | T24E1                 | M24                   |
| ------------------------ | --------------------- | --------------------- |
| Équipage                 | 4-5                   | 4-5                   |
| Longueur hors-tout       | 218 po (5,54 m)       | 219 po (5,56 m)       |
| Longueur caisse          | 196 po (4,98 m)       | 198 po (5,03 m)       |
| Largeur hors tout        | 118 po (3 m)          | 118 po (3 m)          |
| Hauteur                  | 112 po (2,84 m)       | 109 po (2,77 m)       |
| Garde au sol             | 18 po (0,46 m)        | 18 po (0,46 m)        |
| Masse à vide             | 36 000 lb (16 329 kg) | 36 300 lb (16 465 kg) |
| Masse en ordre de combat | 40 000 lb (18 144 kg) | 40 500 lb (18 370 kg) |
| Pression au sol          | 11,1 psi              | 11,3 psi              |

| Modèle                                 | T24E1                                                          | M24                                                                 |
| -------------------------------------- | -------------------------------------------------------------- | ------------------------------------------------------------------- |
| Motorisation                           | Continental R-975-C4 9 cylindres radiaux (973 po3 (15 945 cm3) | Twin Cadillac, Series 44T24 16 cylindres en V (642 po3 (10 520 cm3) |
| Refroidissement                        | air                                                            | liquide                                                             |
| Puissance brute                        | 460 hp à 2 400 tours par minute                                | 296 hp à 3 200 tours par minute                                     |
| Puissance nette                        | 400 hp à 2 400 tours par minute                                | 220 hp à 3 200 tours par minute                                     |
| Puissance massique brute               | 23 hp/t                                                        | 14,6 hp/t                                                           |
| Puissance massique nette               | 20 hp/t                                                        | 10,9 hp/t                                                           |
| Transmission                           | Spicer automatique (3 vitesses avant, 1 arrière)               | Hydramatic (4 vitesses)                                             |
| Suspension                             | barres de torsion                                              | barres de torsion                                                   |
| Longueur de contact au sol             | 112,25 po (2,85 m)                                             | 112,25 po (2,85 m)                                                  |
| Type de carburant                      | essence 80 octane                                              | essence 80 octane                                                   |
| Contenance des réservoirs de carburant | 160 gal (606 l)                                                | 110 gal (416 l)                                                     |
| Vitesse maximale sur route             | 48 mi/h (77 km/h)                                              | 35 mi/h (56 km/h)                                                   |
| Vitesse de croisière sur route         |                                                                |                                                                     |
| Vitesse maximale hors-route            |                                                                | 20 mi/h (32 km/h)                                                   |
| Autonomie sur route                    | 160 mi (257 km)                                                | 100 mi (161 km)                                                     |
| Franchissement hauteur                 | 36 po (0,91 m)                                                 | 36 po (0,91 m)                                                      |
| Franchissement largeur                 | 6 pi (1,83 m)                                                  | 8 pi (2,44 m)                                                       |
| Franchissement profondeur              | 50 po (1,27 m)                                                 | 40 po (1,02 m)                                                      |
| Franchissement pente                   | 60 %                                                           | 60 %                                                                |
| Rayon de braquage                      | 23 pi (7,01 m)                                                 | 23 pi (7,01 m)                                                      |

| Modèle             | T24E1                                  | M24                                    |
| ------------------ | -------------------------------------- | -------------------------------------- |
| Type               | Plaques d’acier assemblées par soudage | Plaques d’acier assemblées par soudage |
| Caisse glacis haut | 1 po (25,4 mm) à 60°                   | 1 po (25,4 mm) à 60°                   |
| Caisse glacis bas  | 1 po (25,4 mm) à 45°                   | 1 po (25,4 mm) à 45°                   |
| Caisse côtés       | 1 po (25,4 mm) à 12°                   | 1 po (25,4 mm) à 12°                   |
| Caisse arrière     | 0,75 po (19,05 mm) à 0°                | 0,75 po (19,05 mm) à 0°                |
| Caisse toit        | 0,5 po (12,7 mm) à 77-90°              | 0,5 po (12,7 mm) à 77-90°              |
| Plancher avant     | 0,5 po (12,7 mm) à 90°                 | 0,5 po (12,7 mm) à 90°                 |
| Plancher arrière   | 0,375 po (9,53 mm) à 90°               | 0,375 po (9,53 mm) à 90°               |
| Tourelle avant     | 1,5 po (38,1 mm) à 0-60°               | 1,5 po (38,1 mm) à 0-60°               |
| Tourelle côtés     | 1 po (25,4 mm) à 20-25°                | 1 po (25,4 mm) à 20-25°                |
| Tourelle arrière   | 1 po (25,4 mm) à 0°                    | 1 po (25,4 mm) à 0°                    |
| Tourelle toit      | 0,5 po (12,7 mm) à 68-90°              | 0,5 po (12,7 mm) à 68-90°              |

| Modèle                                            | T24E1 | M24 |
| ------------------------------------------------- | --- | --- |
| Armement principal 1                              | 1 × canon M5 (T13E1) de 75 mm sur monture T90 en tourelle                                                                    | 1 × canon M6 de 75 mm sur monture M64 en tourelle                                                                            |
| Viseur armement principal                         | Périscope M4 et télescope M38                                                                                                | Périscope M4A1 et télescope M38A2                                                                                            |
| Traverse/Élévation armement principal 1 (vitesse) | 360° hydraulique et manuelle / -10° à +15° manuel                                                                            | 360° hydraulique et manuelle / -10° à +15° manuel                                                                            |
| Munitions armement principal                      | 50 obus de 75 mm | 48 obus de 75 mm |
| Cadence de tir maximale armement principal        | 20 coups par minute | 20 coups par minute |
| Armement secondaire 1                             | 1 × mitrailleuse M2 sur le toit de tourelle                                                                                  | 1 × mitrailleuse M2 sur le toit de tourelle                                                                                  |
| Munitions armement secondaire 1                   | 600 cartouches de .50 | 440 cartouches de .50 |
| Armement secondaire 2                             | 2 × mitrailleuses M1919A4 (1 coaxiale et 1 en proue)                                                                         | 2 × mitrailleuses M1919A4 (1 coaxiale et 1 en proue)                                                                         |
| Munitions armement secondaire 2                   | 2 500 cartouches de .30 | 3 750 cartouches de .30 |
| Autre armement                                    | 4 × mitraillettes M3 (600 cartouches de .45) + 8 × grenades + 1 × mortier de 2-in M3 monté sur le toit (15 bombes fumigènes) | 4 × mitraillettes M3 (720 cartouches de .45) + 8 × grenades + 1 × mortier de 2-in M3 monté sur le toit (14 bombes fumigènes) |
| Radio                                             | 1 × SCR 508, 528 ou 538 (tourelle) + 1 × SCR 506 (chars de commandement)                                                     | 1 × SCR 508, 528 ou 538 (tourelle) + 1 × SCR 506 (chars de commandement)                                                     |